# Évergnicourt
Évergnicourt és un municipi francès situat al departament de l'Aisne i a la regió dels Alts de França. L'any 2007 tenia 539 habitants.

## Demografia

### Població
El 2007 la població de fet d'Évergnicourt era de 539 persones. Hi havia 204 famílies de les quals 48 eren unipersonals (24 homes vivint sols i 24 dones vivint soles), 64 parelles sense fills, 72 parelles amb fills i 20 famílies monoparentals amb fills.
La població ha evolucionat segons el següent gràfic:
Habitants censats

### Habitatges
El 2007 hi havia 234 habitatges, 209 eren l'habitatge principal de la família, 12 eren segones residències i 12 estaven desocupats. 231 eren cases i 3 eren apartaments. Dels 209 habitatges principals, 161 estaven ocupats pels seus propietaris, 43 estaven llogats i ocupats pels llogaters i 5 estaven cedits a títol gratuït; 4 tenien dues cambres, 21 en tenien tres, 73 en tenien quatre i 111 en tenien cinc o més. 153 habitatges disposaven pel capbaix d'una plaça de pàrquing. A 90 habitatges hi havia un automòbil i a 87 n'hi havia dos o més.

### Piràmide de població
La piràmide de població per edats i sexe el 2009 era:
| Homes | Edats   | Dones |
| ----- | ------- | ----- |
| 0     | 95 o +  | 0     |
| 0     | 90 a 94 | 0     |
| 0     | 85 a 89 | 8     |
| 0     | 80 a 84 | 4     |
| 16    | 75 a 79 | 12    |
| 8     | 70 a 74 | 20    |
| 16    | 65 a 69 | 16    |
| 16    | 60 a 64 | 16    |
| 12    | 55 a 59 | 8     |
| 12    | 50 a 54 | 28    |
| 8     | 45 a 49 | 8     |
| 28    | 40 a 44 | 8     |
| 36    | 35 a 39 | 28    |
| 20    | 30 a 34 | 12    |
| 20    | 25 a 29 | 20    |
| 16    | 20 a 24 | 20    |
| 28    | 15 a 19 | 16    |
| 28    | 10 a 14 | 28    |
| 20    | 5 a 9   | 8     |
| 8     | 0 a 4   | 12    |

## Economia
El 2007 la població en edat de treballar era de 333 persones, 242 eren actives i 91 eren inactives. De les 242 persones actives 218 estaven ocupades (133 homes i 85 dones) i 23 estaven aturades (9 homes i 14 dones). De les 91 persones inactives 25 estaven jubilades, 26 estaven estudiant i 40 estaven classificades com a «altres inactius».

### Ingressos
El 2009 a Évergnicourt hi havia 218 unitats fiscals que integraven 558,5 persones, la mediana anual d'ingressos fiscals per persona era de 15.919 €.

### Activitats econòmiques
Dels 3 establiments que hi havia el 2007, 1 era d'una empresa de fabricació d'altres productes industrials i 2 d'empreses de transport.
L'any 2000 a Évergnicourt hi havia 4 explotacions agrícoles que ocupaven un total de 496 hectàrees.

## Equipaments sanitaris i escolars
El 2009 hi havia una escola elemental.

## Poblacions més properes
El següent diagrama mostra les poblacions més properes.